# Hora 25 (programa de televisión)
Hora 25 es un programa de televisión cultural chileno transmitido por primera vez en marzo de 2006 por Televisión Nacional de Chile, conducido por Augusto Góngora y Diana Massis. El programa contaba con la participación de diversos panelistas como el crítico literario Camilo Marks, Albert Tidy, que recorría Santiago, para opinar de la arquitectura de la ciudad; Claudia Yolín y Leo Prieto hablando de tecnología. Su última emisión fue la del 28 de enero de 2010. Su día y horario de emisión era los sábados a la medianoche.
La señal estatal, anunció que en el mes de marzo de 2023, Blanca Lewin estará a cargo de una nueva temporada, está vez, en la señal infantil NTV.